# Antodynerus ignaruris
Antodynerus ignaruris är en stekelart som beskrevs av Kohl 1907. Antodynerus ignaruris ingår i släktet Antodynerus och familjen Eumenidae. Inga underarter finns listade i Catalogue of Life.